# Луцийс Ендзелінс
Луцийс Ендзелінс (латис. Lūcijs Endzelīns, англ. Lucius Endzelins; 21 травня 1909, Юр'єв , Російська імперія — 27 жовтня 1981, Аделаїда, Австралія) — латвійський і австралійський шахіст, гросмейстер ІКЧФ від 1959 року.

## Кар'єра шахіста
Народився в родині видатного латиського мовознавця Яніса Ендзелінса (1873—1961). Першим шаховим успіхом був поділ третього місця в чемпіонаті Риги 1932 року.
Ендзелінс виступав за команду Латвії на Всесвітніх шахових олімпіадах:
- 1936 на сьомій шахівниці на неофіційній олімпіаді в Мюнхені (+10 -6 =2);[1]
- 1937 на резервній шахівниці в Стокгольмі (+6 -2 =4);[2]
- 1939 на четвертій шахівниці в Буенос-Айресі (+7 -5 =3).[3]

У 1940 році одружився з  Мілдою Лауберте (1918—2009), згодом багаторазовою чемпіонкою Латвії. У сім'ї в 1943 році народилася дочка Mapa, однак шлюб був невдалий, і в 1944 році подружжя розлучилося. Під час Другої світової війни Ендзелінс залишив Латвію, а його батько, колишня дружина і донька залишилися.
Початкові роки еміграції провів у Німеччині, де 1947 року переміг на турнірі пам'яті Германа Матісона в Ханау. Після переїзду до Австралія проживав у Аделаїді. Під ім'ям Lucius Endzelins став восьмиразовим чемпіоном австралійського штату Південна Австралія, а 1960 року був найкращим з австралійських шахістів на Відкритому чемпіонаті Австралії, і йому присудили звання чемпіона Австралії з шахів.
У 1959 році Ендзелінс став гросмейстером ІКЧФ за поділ другого місця на II чемпіонаті світу за листуванням (1956—1959).